# Circular inch
De circular inch is een Angelsaksische oppervlaktemaat met eenheidssymbool cir in of circ in. De maat wordt gebruikt voor de diameter en oppervlakte van elektrische bedrading.
1 cir in := π/4 in² ≈ 0,506707 × 10−3 m².
De circulaire inch wordt gebruikt in Canada en de Verenigde Staten.